# Коуп, Артур Стокдейл
Артур Стокдейл Коуп (англ. Arthur Stockdale Cope; 2 ноября 1857, Лондон, Англия, Великобритания — 5 июля 1940, там же) — английский художник, портретист. Член Королевской академии художеств и Королевского общества портретистов.

## Биография
Артур Стокдейл Коуп родился 2 ноября 1857 года в Лондоне (Англия, Великобритания). Отец — Чарльз Уэст Коуп, успешный художник исторического жанра.
Некоторое время Коуп учился в художественной школе Фрэнсиса Кэри, в 1874 году поступил в школу Королевской академии художеств.
Во время творческой карьеры, начавшейся в 1876 году, Коуп выставил в Королевской академии и Королевском обществе портретистов более 288 своих работ. Среди его натурщиков были британские монархи Эдуард VII, Георг V и Эдуард VIII, кайзер Вильгельм II и архиепископ Кентерберийский. Находясь под влиянием своего отца, а также Уолтера Сикерта и Джеймса Уистлера, в своём творчестве Коуп использовал «мутную» палитру коричневых и серых оттенков кремовых и бежевых тонов с небольшими вкраплениями красного цвета в сочетании со светотенью, что придавало его картинам, исполненным в традиционном стиле, эффект драматизма. В 1899 году Коуп создал собственную художественную школу на Пелхэм-стрит в Южном Кенсингтоне. В число его учеников входила Ванесса Белл, сестра Вирджинии Вулф. Также Коуп находился в рабочих отношениях со скульптором Полом Монтфордом и дважды предлагал его кандидатуру в члены Королевской академии, но безуспешно.
В 1921 году Коуп написал масштабную картину «Морские офицеры Первой мировой войны», на которой изобразил 22 адмиралов, командовавших подразделениями Королевского военно-морского флота во время Первой мировой войны.
Артур Стокдейл Коуп скончался 5 июля 1940 года в Лондоне.

## Почести
В 1899 году Коуп был избран в ассоциированные члены Королевской академии. В 1900 году он стал членом Королевского общества портретистов. В 1910 году Коуп был избран в полноправные члены Королевской академии. В 1917 году он был посвящен в рыцари. В 1927 году Коупу было пожаловано звание Рыцаря-командора Королевского Викторианского ордена. В 1933 году он был избран в старшие члены Королевской академии.